# باول ميلر (لاعب هوكي جليد)
باول ميلر (بالإنجليزية: Paul Miller)‏ هو لاعب هوكي جليد أمريكي، ولد في 21 أغسطس 1959 في Billerica, Massachusetts ‏ في الولايات المتحدة.

## وصلات خارجية
- بول ميلر على موقع دوري الهوكي الوطني (الإنجليزية)
- بول ميلر على موقع قاعة مشاهير الهوكي (لاعب أن.إتش.أل) (الإنجليزية)
- بول ميلر على موقع EliteProspects.com (الإنجليزية)
- بول ميلر على موقع HockeyDB.com (الإنجليزية)
- بول ميلر على موقع Hockey-Reference.com (الإنجليزية)